# Rembert Dodoens

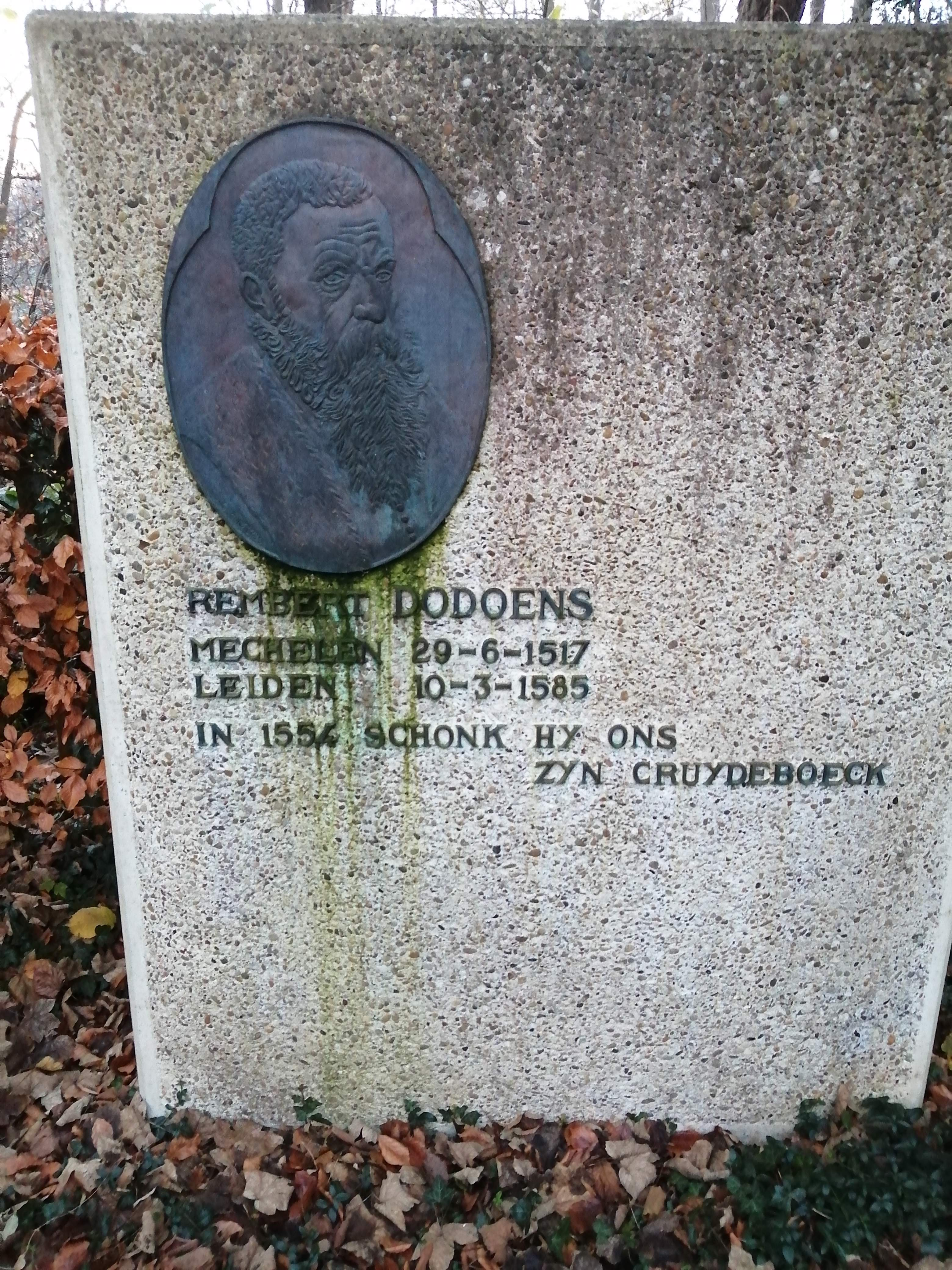
Rembert Doedens 1517-1585 - Lapide commemorativa a Schilde, dove ha donato il suo Cruydeboeck nel 1554.jpg

Rembert Dodoens, o Rembert Van Joenckema o Rembert Dodonée (Mechelen, 29 giugno 1517 – Leida, 10 marzo 1585), è stato un botanico e medico fiammingo.

## Biografia
Dopo gli studi di medicina, cosmografia e geografia a Lovanio e il titolo di dottore ottenuto nel 1535, visita le università della Francia, dell'Italia e della Germania. Si stabilisce come medico a Malines, nel 1538. Si sposa con Kathelijne de Bruyn, nel 1539 e dal 1542 al 1546 vive a Basilea. Ottiene una cattedra all'Università di Lovanio, nel 1557. 
Diventa nel 1574, medico di corte dell'imperatore Massimiliano II a Vienna senza dubbio grazie all'aiuto del suo amico Charles de l'Écluse. Continua ad esercitare sotto il regno di Rodolfo II, successore di Massimiliano II. Dopo un breve periodo a Colonia e ad Anversa, ottiene la cattedra di medicina a Leida nel 1582. 
Il suo interesse per la botanica è all'inizio di natura medica ed è per questa ragione che scrive un erbario. Utilizza le tavole create da Leonhart Fuchs e vi aggiunge delle nuove incisioni. Un'edizione in fiammingo, dal titolo
Cruydeboeck, esce nel 1554 seguita da una versione in francese, Histoire des plantes (traduzione di Charles de l'Écluse). Nel 1583, Dodoens pubblica  Pemptades, dove si trovano le sue osservazioni ma anche quelle di Charles de l'Écluse e di Mathias de l'Obel, così è difficile conoscere il suo pensiero. 
Linneo gli ha dedicato il genere Dodonaea della famiglia Sapindaceae.
La sua opera Cruydeboeck (Libro delle erbe) costituì la base per il testo del botanico inglese John Gerard The Herball or Generall Historie of Plantes, pubblicato a Londra nel 1597.

## Opere
- Herbarium (1533) ;
- Den Nieuwen Herbarius (1543) ;

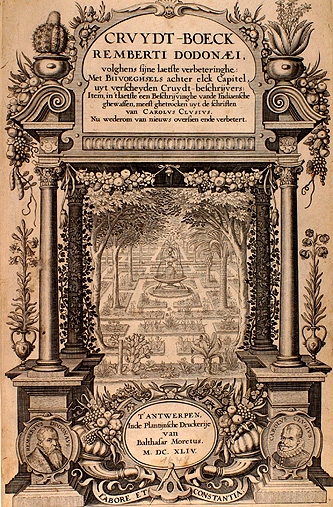
Prima pagina del Cruydtboeck

- Cosmographica in astronomiam et geographiam isagoge (1548) ;
- De frugum historia (1552) ;
- Trium priorum de stirpium historia commentariorum imagines (1553) ;
- Posteriorum trium de stirpium historia commentariorum imagines (1554) ;
- Cruydeboeck (1554) ;
- Frumentorum, leguminum, palustrium et aquatilium herbarum, ac eorum quae eo pertinent historia, Anversa, (1566) ;
- Florum et coronariarum odoratarumque nonnullarum herbarum historia, Anvers, (1568) ;
- (LA) Purgantium aliarumque eo facientium, tum et radicum, convolvulorum ac deleteriarum herbarum historiae libri, Antwerpen, Christophe Plantin, 1574.
- (LA) Historia vitis vinique et stirpium nonnullarum aliarum, Köln, Maternus Cholinus, 1580.
- Physiologices medicinae tabulae (1580) ;
- Medicinalium observationum exempla rara  (1581) ;
- Stirpium historiae pemptades sex, 1583, opera che riassume tutti i suoi lavori * Praxis medica (1616) (postumo) ;
- Ars medica, ofte ghenees-kunst (1624) (postumo).